# جایاپراکاش ۲۵۶۲۰
سیارک ۲۵۶۲۰ (به انگلیسی: 25620 Jayaprakash، نامگذاری:2000AL40)۲۵۶۲۰مین سیارک کشف شده‌است که در ۰۳ ژانویه ۲۰۰۰ کشف شد.